# انگوری (آشار)
انگوری، روستایی در دهستان ایرافشان بخش آشار شهرستان مهرستان در استان سیستان و بلوچستان ایران است.

## جمعیت
بر پایه سرشماری عمومی نفوس و مسکن در سال ۱۳۹۵، جمعیت این روستا برابر با ۱۴۷ نفر (۴۰ خانوار) بوده‌است.